# San Matteo (Michelangelo)
Il San Matteo è una scultura marmorea (h 216 cm) di Michelangelo, databile al 1506 circa e conservata nella Galleria dell'Accademia a Firenze.

## Storia
Con il David in via di completamento, l'Opera del Duomo fiorentina affidò a Michelangelo un nuovo grande incarico, quello di scolpire i dodici apostoli a grandezza superiore del naturale, da inserire nelle nicchie nei pilastri sotto la cupola del Duomo di Firenze. La commissione risale al 1503, con la firma del contratto il 24 aprile, ed era prevista la consegna al ritmo di una statua all'anno. L'artista pare che non mise mano all'opera prima del completamento del David (aprile 1504), infatti il taglio e l'arrivo dei blocchi di marmo a Firenze datano tra il 1504 e il 1505 (de Tolnay, 1947).
Michelangelo fece in tempo ad avviare il San Matteo, preso dalle numerose commissioni che si era accollato, prima di partire per Roma nel 1505. La statua rimase incompiuta, uno dei primi vistosi esempi di non-finito. Il contratto venne sciolto il 18 dicembre 1505 e le altre statue vennero poi allogate nel 1512 circa ad altri scultori, quali Andrea e Jacopo Sansovino, Baccio Bandinelli, Benedetto da Rovezzano e Andrea Ferrucci.

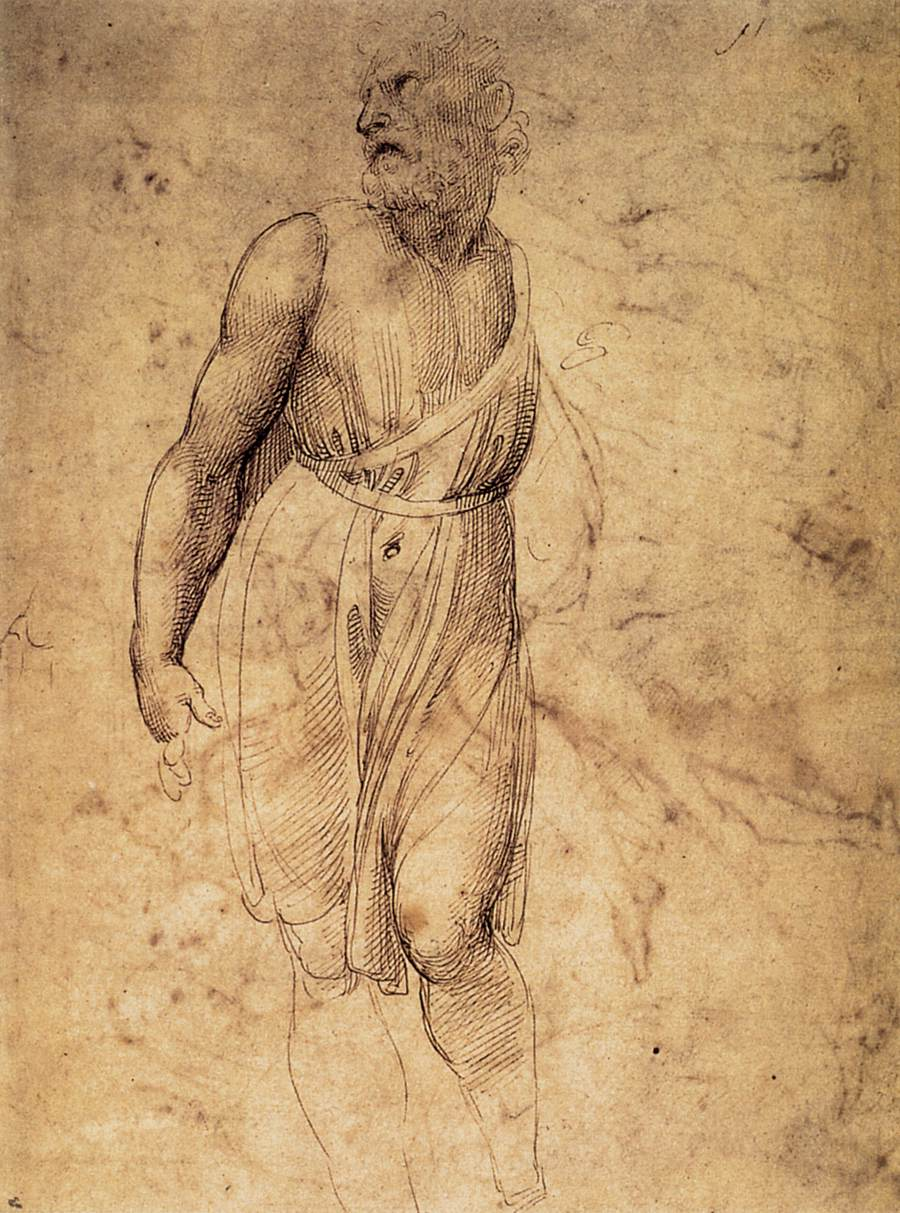
Raffaello, studio del San Matteo

La datazione del San Matteo venne messa in discussione dal Goldscheir (1964), che parlò del 1512 circa, ma ciò contraddice le fonti antiche (Vasari) e una lettera di Michelangelo datata 27 gennaio 1524 in cui l'artista ricorda come prima di partire per Roma avesse già abbozzato uno dei dodici apostoli. Nonostante lo scioglimento del contratto, alcuni indizi ricordano come al 1506 Michelangelo stesse ancora lavorando al ciclo, come una lettera a Pier Soderini di quell'anno, inoltre la posa del santo sembra portare reminiscenze del Gruppo del Laocoonte, dissotterrato a Roma, alla presenza di Michelangelo stesso, il 14 gennaio 1506.
Michelangelo vi avrebbe dunque lavorato quando tornò a Firenze (1506) dopo essere fuggito da Roma deluso dal papa per la sospensione del progetto della tomba, nonostante il contratto fosse già stato annullato, anche perché l'Opera non avrebbe avuto niente in contrario a riuscire a veder intanto terminato uno dei blocchi già avviati.
La statua rimase fino al 1874 nei locali dell'Opera del Duomo, per poi essere trasferita nell'atrio dell'Accademia delle arti del disegno; da lì, agli inizi del Novecento, venne collocata nella vicina galleria, nell'ambito di un riordino filologico del percorso michelangiolesco, che portò in quell'occasione anche alla musealizzazione dei Prigioni dalla Grotta del Buontalenti.
Un disegno preparatorio dell'opera si trova al Cabinet des Dessins al Louvre (n. 1068).

## Descrizione e stile
Oltre al Laocoonte (forse), il San Matteo si ispirava al Sacrificio di Isacco di Donatello e al Pasquino: l'apostolo è infatti colto in una vigorosa torsione, piena di pathos, col capo girato di profilo e il corpo spinto da una vigorosa forza interna che sembra spingerlo verso l'alto. Lo stato "non finito" accentua questa manifestazione energetica, come se la figura, con immane fatica, stesse emergendo dalla massa informe della roccia in un eroico gesto primordiale di vittoria sul caos.
Come è noto Michelangelo, alla pari dei grandi scultori fiorentini, avviava a scolpire il blocco dedicandosi alla veduta frontale, che in questo caso era particolarmente significativa poiché la statua era destinata a una nicchia e quindi fruibile essenzialmente solo dal davanti. La gamba sinistra, trovando una sorta di gradino, si alza e si piega alternandosi, secondo le regole del contrapposto, a quella destra, distesa; lo stesso schema movimenta anche la posizione delle braccia. Testa e spalle stanno ruotando, ma con direzioni e angoli diversi, all'insegna del massimo dinamismo.